# Martin Gilbert (ciclista)
Martin Gilbert (Châteauguay, 30 de octubre de 1982) es un ciclista canadiense.

## Trayectoria
En los campeonatos nacionales de ruta de Canadá de 2003, ganó la competencia en línea y fue tercero en la contrarreloj en la categoría sub-23. En el 2005 compitiendo por el Volkswagen-Trek venció en la 1.ª etapa del Tour de Beauce y al año siguiente pasó al profesionalismo con el equipo estadounidense Kodakgallery.com-Sierra Nevada.
En 2007 fichó por el equipo Kelly Benefit Strategies-Medifast. Fue campeón en la prueba de ruta en el Campeonato Panamericano de Ciclismo en Ruta que se disputó en Valencia, Venezuela.
Participó de la prueba madison de los Juegos Olímpicos de Pekín 2008 junto a su compatriota Zachary Bell, culminando en la 12.ª posición.
En 2009 volvió a competir por un equipo canadiense, el Planet Energy, con quién logró una etapa en la Vuelta Ciclista a Cuba y la última del Tour de Misuri (categoría 2.HC) venciendo a ciclistas como Thor Hushovd y Bernhard Eisel.
En 2010, continuó en el equipo (denominado SpiderTech powered by Planet Energy) y logró 2 etapas en la Vuelta Ciclista a Cuba y 2 en la Vuelta Ciclista del Uruguay.

## Palmarés
2005
- 1 etapa del Tour de Beauce

2007
- Campeonato Panamericano en Ruta

2009
- 1 etapa de la Vuelta Ciclista a Cuba
- 1 etapa del Tour de Misuri

2010
- 2 etapas de la Vuelta Ciclista a Cuba
- 2 etapas de la Vuelta Ciclista del Uruguay